# Secrets (canção de The Weeknd)
"Secrets" é uma canção do cantor canadense The Weeknd, contida em seu terceiro álbum de estúdio Starboy (2016). Foi composta e produzida pelo próprio em conjunto com Doc McKinney e Cirkut, com escrita adicional de Dylan Wiggins e Roland Orzabal. Por apresentar demonstrações de "Pale Shelter", da banda Tears for Fears e "Talking in Your Sleep", da banda The Romantics, seus integrantes Coz Canler, Jimmy Marinos, Wally Palarmachuk, Mike Skill e Peter Solley são adicionalmente creditados como compositores. Foi enviada para rádios italianas mainstream em 10 de novembro de 2017, servindo como o sétimo e último single do disco.

## Desempenho nas tabelas musicais

### Posições
| Tabela musical (2016-17)                               | Melhor posição |
| ------------------------------------------------------ | -------------- |
| Canadá (Canadian Hot 100)                              | 27             |
| Eslováquia (IFPI Slovenská Republika)                  | 19             |
| Estados Unidos (Billboard Hot 100)                     | 47             |
| Estados Unidos (Top R&B/Hip-Hp Songs)                  | 22             |
| França (Syndicat National de l'Édition Phonographique) | 114            |
| Países Baixos (MegaCharts)                             | 55             |
| Portugal (Associação Fonográfica Portuguesa)           | 55             |
| Reino Unido (UK Singles Chart)                         | 47             |
| Reino Unido (UK R&B Singles Chart)                     | 10             |
| Chéquia (IFPI Česká Republika)                         | 41             |
| Suécia (Sverigetopplistan)                             | 77             |

### Certificações
| País (Empresa)        | Certificação |
| --------------------- | ------------ |
| Canadá (Music Canada) | Platina      |
| Estados Unidos (RIAA) | Platina      |

## Histórico de lançamento
| País   | Data                   | Formato           | Gravadora |
| ------ | ---------------------- | ----------------- | --------- |
| Itália | 10 de novembro de 2017 | Rádios mainstream | Universal |